# رون كروسبي
رون كروسبي (بالإنجليزية: Ron Crosby)‏ هو لاعب كرة قدم أمريكية أمريكي، ولد في 2 مارس 1955 في ماكيسبورت في الولايات المتحدة.

## وصلات خارجية
- رون كروسبي على موقع مرجع كرة القدم المحترفة.كوم (الإنجليزية)
- رون كروسبي على موقع JustSportsStats.com (الإنجليزية)